# Tucume
Túcume é um sítio arqueológico localizado a 33 km ao norte da cidade de Chiclayo, na parte baixa do vale do rio La Leche, no Departamento de Lambayeque na Costa norte do Peru. É formado pelos vestígios de numerosas pirâmides de adobe as chamadas Huacas, em torno de uma estrutura rochosa conhecida como Cerro La Raya. Foi um dos centros administrativos e cerimoniais da cultura lambayeque e data do século XI de nossa era. Foi sucessivamente anexada ao reino de Chimu e ao império Inca, onde permaneceu  até o tempo da conquista espanhola.

## Histórico

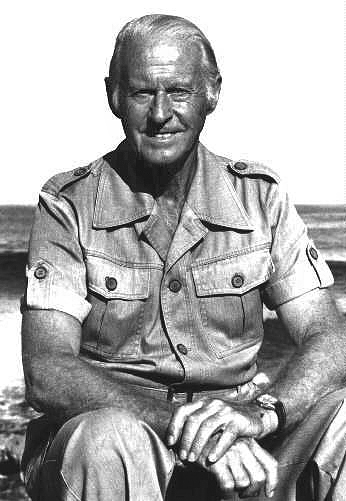
Thor Heyerdahl, que dirigiu as escavações arqueológicas em Túcume entre 1988 e 1994.

Acredita-se que o local foi ocupado inicialmente pela cultura lambayeque, entre 1000 e 1370 , nesta época foi ocupada pelos chimú, que a dominou até 1470, época em que foi ocupada pelos incas, até 1532, época em que os espanhóis chegaram.
A fundação da cidade, ocorreu entre 1000 e 1100, e coincide com a queda de Batán Grande, que foi incendiada e abandonada naquele momento.
Diz a lenda que o lugar foi fundada por Naylamp, um herói mítico que veio do mar e construiu a cidade com a ajuda de moradores agricultores de todo Cerro La Raya, uma elevação rochosa que fica no meio da planície. Esta lenda foi coletada pelo cronista espanhol Miguel Cabello Valboa em 1586.
Em 1547 já estava abandonada e arruinada, como verificado pelo cronista espanhol Pedro Cieza de León, que a este respeito apontou o seguinte: 
 Deste vale [refere-se a Jayanca, que descreveu anteriormente] se vai ao de Tuqueme, que também é grandioso, vistoso e cheio de florestas e bosques, e ainda assim deixam a mostra os edifícios que outrora existiam ali, embora caídos e em ruinas, deveriam ser magestosos. —  Pedro Cieza de León, La Crônica del Peru, capítulo LXVII.
No século XX, a pesquisa científica começou. Em 1926 Alfred Kroeber visitou o local e publicou suas impressões. Na década de 30, Wendell Bennett foi o primeiro arqueólogo a realizar uma escavação científica no local.. O arqueólogo Herman Trimborn e sua equipe estiveram no local em várias temporadas entre as décadas de 1960 e 1970 realizaram croquis de toda a área monumental, além de conseguirem datar o assentamento pela primeira vez.
Na década de 1990, o famoso explorador Thor Heyerdahl, depois de visitar a cidade de Tucume iniciou um projeto de pesquisa (no qual os arqueólogos Daniel Sandweiss e Alfredo Narvaez participaram), culminando com a criação de um museu, ao lado da Huaca El Mirador, que abriga os restos mais importantes encontrados nas ruínas.

## O sítio arqueológico

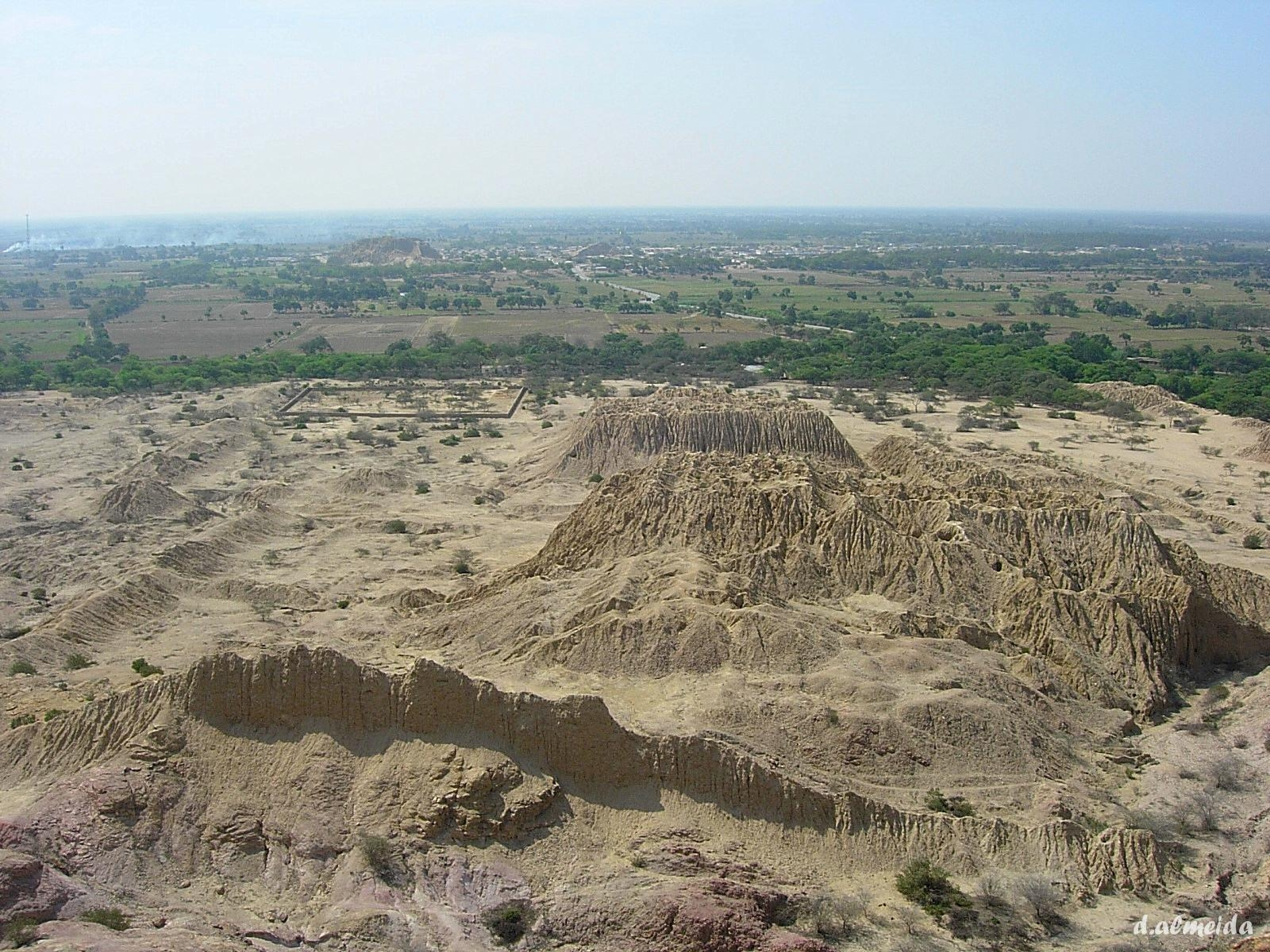
Vista das construções de adobe de Túcume.

O sítio arqueológico, consiste de dezenas de pirâmides pré-hispânicas de tamanho considerável, o que o torna um dos maiores sítios arqueológicos na América.
A maior pirâmide (Huaca Larga) tem 700 m de comprimento, 270 m de largura e 30 m de altura. Outras chegam entre 10 e 15 m de altura. Ao contrário das pirâmides egípcias, as pirâmides americanas formam grandes plataformas sobrepostas e não terminam em uma ponta (pirâmide truncada), mas no topo eram localizados os templos . Atualmente as pirâmides de Tucume, como outras semelhantes na costa norte do Peru, estão amorfas e parecem ser grandes promontórios ou colinas naturais, quando na verdade tinham originalmente formas geométricas; isso se deve à devastação causada pelas chuvas torrenciais, que periodicamente atingem a região como um efeito do fenômeno El Niño.
Essas pirâmides eram acessadas por rampas. Ao pé destas rampas estão localizados vestígios de muros e cemitérios. Em algumas plataformas piramidais existem construções do estilo Inca, o que evidência a conquista incaica no século XV.
O material de construção básico era o adobe retangular pequeno. As paredes eram rebocadas e em alguns setores pintadas com fileiras de pássaros e outros motivos.
Entre estas numerosas pirâmides ou huacas destacam-se as seguintes:
- Huaca del Pueblo ou Huaca Grande (localizado na fronteira leste da cidade de Túcume).
- Huaca Mirador (assim chamado porque do seu topo se tem uma vista panorâmica do vale)
- Huaca Larga
- Huaca de las Estacas
- Huaca Pintada